# Jus de légumes

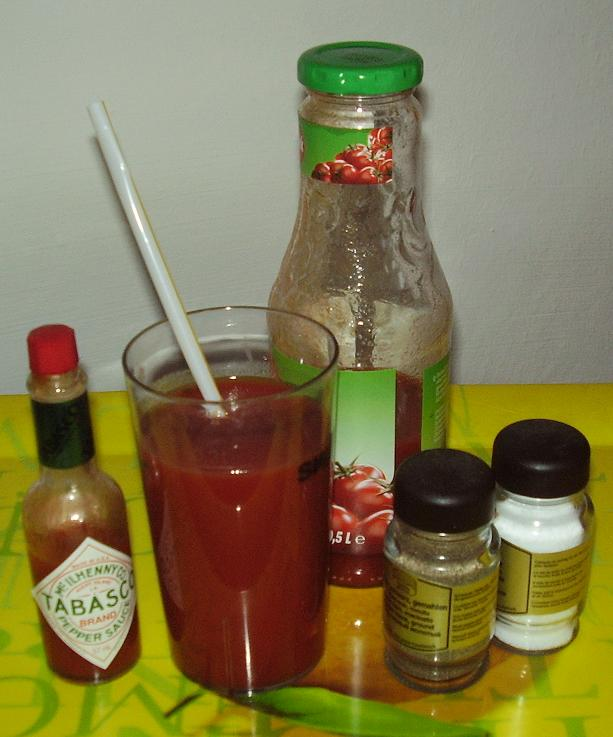
Jus de tomates

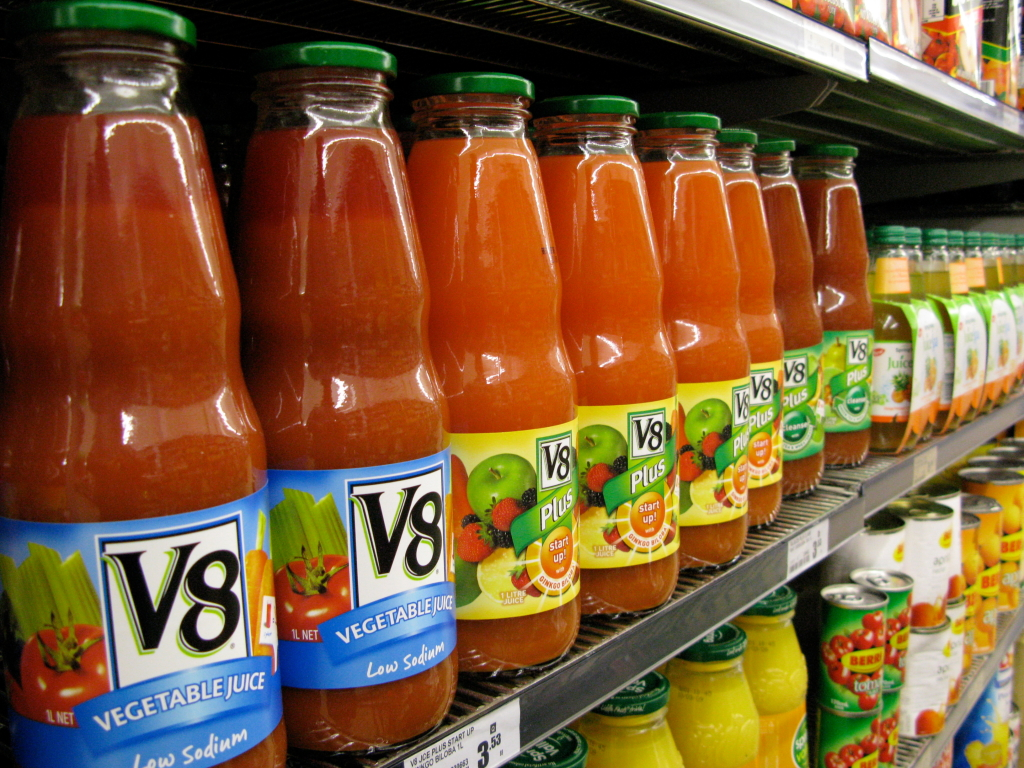
Jus de légumes V8 (Campbell Soup)

Un jus de légumes est une boisson préparée essentiellement à partir de légumes mixés ou centrifugés. Le plus populaire est le jus de tomate. Les jus de légumes sont souvent mélangés avec des fruits pour en améliorer le goût. Ils sont parfois présentés comme une alternative à basse teneur en sucre des jus de fruits, cependant la plupart des marques commerciales de jus de légumes contiennent de grandes quantités de sodium.

## Jus de légumes fait maison
Préparer du jus de légumes chez soi est une alternative à l'achat de jus du commerce, et peut être bénéfique pour compléter un régime faible en fruits et légumes. Des appareils spéciaux sont parfois recommandés pour mixer les légumes, dans la mesure où ils recourent à des mécanismes à basse vitesse ou à la force centrifuge. Comparée à un mixeur à vitesse élevée, la basse vitesse protègerait les légumes de l'oxydation et de l'échauffement provoqué par la friction, ce qui réduirait la décomposition des nutriments.[réf. nécessaire]
L'efficacité d'appareils spéciaux reste néanmoins à prouver scientifiquement. L'échauffement par la friction d'un appareil mixeur ménager est particulièrement faible et donc peu en rapport avec les températures capables de dénaturer les vitamines contenues dans les légumes. L'apport de la faible vitesse sur l'oxydation des légumes reste elle aussi à prouver.

## Types de jus
Les jus de légumes du commerce sont généralement constitués de diverses combinaisons de carottes, betteraves, courgettes et tomates. Les deux dernières permettent d'en améliorer la sapidité. On peut aussi trouver dans les jus de légumes du persil, du pissenlit, du chou, du céleri, du fenouil et du concombre. Du citron, de l'ail et du gingembre sont parfois ajoutés à des fins médicinales.
Quelques jus de légumes courants: jus de carottes, jus de tomates, jus de navets et aux États-Unis le V8 (en) (marque de la Campbell Soup Company).
En Asie, essentiellement dans les cultures chinoises, on fait aussi des jus de légumes à partir d'une sorte d'igname, Dioscorea polystachya (en chinois : shān yào, en japonais : nagaimo). Ils sont toutefois consommés en très petites quantités, de nombreux Chinois les considérant plutôt comme médicaments que comme légumes.
Le jus de chou vendu au Japon sous la marque Aojiru y est très connu pour ses prétendus avantages pour la santé et pour son goût amer.
Au Japon, on vend aussi de nombreuses sortes de jus de légumes qui, au contraire des jus occidentaux tels le V8, ont généralement un goût de carottes et de fruits et non pas de tomates. La marque Yasai Seikatsu de Kagome (en) est un produit très courant, que l'on trouve même dans les Happy Meals de McDonald's.

## Nutrition
En général, les jus de légumes sont recommandés comme compléments aux légumes entiers, plutôt que comme substituts. Toutefois, la valeur nutritionnelle réelle des jus de légumes, comparée à celle des légumes eux-mêmes, est controversée. Il est bon pour la santé de manger des légumes.
Suivant les conseils du ministère de l'Agriculture des États-Unis (USDA) aux Américains une quantité de 3/4 de tasse de jus de légumes 100 % serait équivalent à une portion de légumes. Cela est confirmé par une étude récente, qui démontre que le jus apporte les mêmes avantages pour la santé que les légumes entiers en matière de réduction des risques de maladie cardiovasculaire et de cancer. Une autre étude a montré que boire des jus de légumes réduisait de 76 % les risques de maladie d'Alzheimer.
Cependant, la British Nutrition Foundation (en) affirme que le jus de légume, quelle que soit la quantité de jus absorbée, ne compte dans la ration alimentaire que comme une unique portion. On ne précise pas si cela se réfère aux jus du commerce seulement ou si cela concerne aussi les jus préparés chez soi. En outre, une étude japonaise de 2007 a montré que malgré les bénéfices nutritionnels qu'ils présentent, les jus de légumes sont insuffisants en tant que mode principal de consommation de légumes.
De nombreux jus de légumes couramment consommés, en particulier ceux qui contiennent beaucoup de tomate, ont une teneur élevée en sodium, et l'effet de leur consommation sur la santé doit être considéré avec attention. Certains légumes, comme les betteraves, ont aussi une teneur élevée en sucre, de sorte que leur ajout dans les jus doit être limité.
Bien que les avantages nutritionnels réels des jus de légumes soient contestés, une étude récente de l'université de Californie à Davis a montré que le fait d'en boire quotidiennement augmentait significativement les chances des consommateurs d'atteindre la quantité de légumes recommandée chaque jour. Le fait de disposer d'une source de légumes plus pratique encouragerait les consommateurs à incorporer davantage de légumes dans leur régime alimentaire.